# Nikola Moro
Nikola Moro, né le 12 mars 1998 à Split, est un footballeur croate. Il évolue au poste de milieu défensif à Bologne FC.

## Biographie

### En équipe nationale
Avec les moins de 17 ans, il participe au championnat d'Europe des moins de 17 ans en 2015. Lors de cette compétition, il joue quatre matchs, en officiant comme capitaine. Il inscrit un but lors du dernier match contre l'Italie. La Croatie se classe cinquième du tournoi.
Il dispute ensuite quelques mois plus tard la Coupe du monde des moins de 17 ans organisée au Chili. Lors de ce mondial, il joue cinq matchs et officie de nouveau comme capitaine. Il marque un but contre le pays organisateur en phase de poule, puis marque à nouveau contre l'Allemagne en huitièmes. Il délivre également deux passes décisives face au Nigeria en phase de groupe. La Croatie s'incline en quart contre le Mali.
Avec les moins de 19 ans, il prend part au championnat d'Europe des moins de 19 ans en 2016. Lors de ce tournoi, il inscrit un but contre l'Angleterre, et délivre une passe décisive face aux Pays-Bas. La Croatie encaisse malgré tout trois défaites et ne passe pas le premier tour. 
Avec les espoirs, il marque en octobre 2017 un but face à la Tchéquie, lors des éliminatoires du championnat d'Europe espoirs 2019. Il délivre également deux passes décisives lors de cette rencontre.

## Statistiques
| Saison                | Club                  | Championnat           | Championnat | Championnat | Coupe(s) nationale(s) | Coupe(s) nationale(s) | Compétition(s) continentale(s) | Compétition(s) continentale(s) | Compétition(s) continentale(s) | Total | Total |
| Saison                | Club                  | Division              | M.          | B.          | M.                    | B.                    | Comp.                          | M.                             | B.                             | M.    | B.    |
| 2015-2016             | Dinamo Zagreb         | D1                    | 1           | 0           | 1                     | 0                     | -                              | -                              | -                              | 2     | 0     |
| 2016-2017             | Dinamo Zagreb         | D1                    | 15          | 1           | 2                     | 0                     | C1                             | 1                              | 0                              | 18    | 1     |
| 2017-2018             | Dinamo Zagreb         | D1                    | 24          | 4           | 2                     | 0                     | C3                             | 4                              | 0                              | 30    | 4     |
| 2018-2019             | Dinamo Zagreb         | D1                    | 19          | 3           | 1                     | 0                     | C3                             | 4                              | 0                              | 24    | 3     |
| 2019-2020             | Dinamo Zagreb         | D1                    | 28          | 2           | 4                     | 0                     | C1                             | 9                              | 0                              | 41    | 2     |
| Sous-total            | Sous-total            | Sous-total            | 87          | 10          | 10                    | 0                     | -                              | 18                             | 0                              | 115   | 10    |
| 2020-2021             | Dynamo Moscou         | D1                    | 24          | 3           | 2                     | 0                     | -                              | -                              | -                              | 26    | 3     |
| 2021-2022             | Dynamo Moscou         | D1                    | 28          | 1           | 6                     | 1                     | -                              | -                              | -                              | 34    | 2     |
| Sous-total            | Sous-total            | Sous-total            | 52          | 4           | 8                     | 1                     | -                              | 0                              | 0                              | 60    | 5     |
| 2022-2023             | Bologne FC (prêt)     | Serie A               | 26          | 1           | 2                     | 0                     | -                              | -                              | -                              | 28    | 1     |
| 2023-2024             | Bologne FC            | Serie A               | 19          | 1           | 4                     | 1                     | -                              | -                              | -                              | 23    | 2     |
| Sous-total            | Sous-total            | Sous-total            | 45          | 2           | 6                     | 1                     | -                              | 0                              | 0                              | 51    | 3     |
| Total sur la carrière | Total sur la carrière | Total sur la carrière | 184         | 16          | 24                    | 2                     | -                              | 18                             | 0                              | 226   | 18    |

## Palmarès
Dinamo Zagreb
- Champion de Croatie en 2016, 2018, 2019 et 2020.
- Vainqueur de la Coupe de Croatie en 2016 et 2018.
- Vainqueur de la Supercoupe de Croatie en 2019.

 Dynamo Moscou
- Finaliste de la Coupe de Russie en 2022.